# Anatolygurbanovita
L'anatolygurbanovita és un mineral de la classe dels silicats que pertany al grup de la margarosanita.

## Característiques
L'anatolygurbanovita és un ciclosilicat de fórmula química SrCa₂Si₃O₉. Va ser aprovada com a espècie vàlida per l'Associació Mineralògica Internacional en el mes de març de l'any 2025, i encara resta pendent de publicació. Cristal·litza en el sistema triclínic.

## Formació i jaciments
Va ser descoberta al xenòlit núm. 7 del mont Lakargi, a la caldera volcànica de Chegem superior, dins el districte de Chegemsky (Kabardino-Balkària, Rússia). Aquest indret és l'únic de tot el planeta on ha estat descrita aquesta espècie mineral.